# 平和の聖マリア教会
平和の聖マリア（属人区長）教会は、ローマにあるカトリック教会堂の一つであり、オプス・デイ属人区の属人区長教会である。教会の本祭壇下には、オプス・デイ創立者聖ホセマリア・エスクリバーの遺体が安置されているため、世界中の巡礼者が訪れる。
なお、ローマの中心街には同名のSanta Maria della Pace教会（en:Santa Maria della Pace）という別の教会がある。
イタリア語では「Chiesa Prelatizia di Santa Maria della Pace」、スペイン語では「Iglesia Prelaticia de Santa María de la Paz」、英語では「Our Lady of Peace, Prelatic Church of Opus Dei」と呼ばれている。献堂記念日は5月2日である。

## 概要
オプス・デイ本部の聖堂の一つとして1950年代に建設されたが、1982年にオプス・デイが教皇ヨハネ・パウロ2世によって属人区として設置されることにより、属人区長教会（英語：prelatic church）となった。教会法上、属人区長教会は教区のいわゆる司教座聖堂［＝カテドラル］と似たような役割がある。
当教会での初ミサは1959年12月31日に聖ホセマリアによって捧げられた。

## 教会名由来
教会暦上、1月24日は「平和の聖マリア」の記念日であり、聖ホセマリアはこれを本部の聖堂の保護聖人として選んだのである（祭壇画：Manolo Caballero作）。『拓』には次のように書き残している：
聖マリアは、教会が呼ぶように、平和の元后である。だからあなたの心、家庭や仕事場の雰囲気 、社会生活や国々の間で騒ぎが起きるなら 、「平和の元后 、我らのために祈り給え」という叫びを繰り返しなさい。少なくとも、あなたが落ち着きを失ったとき、試してみなさい。効き目の速さに驚くことだろう。

## 建築・逸話[5]
- 聖体小聖堂は地下2階にある。聖櫃の内側に世界中の聖母のメダイが飾られており、その一つは長崎の大浦天主堂の信徒発見の聖母子像のメダイである。
- 教会の建築には数名の建築家が携わったが、主にオプス・デイの初期メンバーであるヘスス・アルバレス・ガサポという30代の若いスペイン出身の建築家が1954年から1959年にかけて工事を担当した。
- 入り口前には、イタリア人彫刻家シャンカレポーレ[6]による「うるわしき愛の聖母」（スペイン語：Madre del Amor Hermoso）と呼ばれる白い大理石の聖母子像が置かれている。聖母が人々の心を清らかに保ってくださるよう、その横に一本のろうそくが常に灯されている。
- 聖ホセマリアの遺体の下には、聖ユクンドゥスと聖フェリチタの聖遺物が安置されている。２名とも初代教会の殉教者であり、その名前にはラテン語で「喜び」や「幸せ」という意味がある。聖人たちの「真の徳は悲しくも厭わしくもない。真の徳とは優しく喜ばしいものである」という聖ホセマリアの言葉にちなんで安置されたという。
- 地下1階には「聖母の永眠」という小聖堂がある。聖マリアが死なずに、眠って天国に上げられたという言い伝えがあり、聖ホセマリアが子供の頃に通っていた教会にも眠っている聖母像があったため、本部に似た彫刻を置くことを望んだという。彫刻はOrtega Brùの作品である。
- 聖堂入り口には、聖ホセマリアをはじめ、その母ドロレスや姉カルメンが受洗した故郷バルバストロの大聖堂にあった洗礼台が置かれている。スペイン内戦の時に、反宗教感のため壊されたが、戦後にバルバストロ市役所よりオプス・デイに寄贈され、現在は聖水入れとして使われている。
- 1994年3月23日に、教皇ヨハネ・パウロ2世は、友人であったアルバロ・デル・ポルティーリョ師が死去した当日にこの教会を訪問し、遺体の前で祈られた。
- マッシモ・アレマノが『Le Chiese di Roma Moderna』（Armando Editore）の第4巻に教会の建築を詳しく解説している[7]。

## 地下墓所
現在、教会には以下の５名の遺体が安置されている（なお、聖ホセマリアの遺体は地下墓所ではなく、聖堂内にある）：
- 聖ホセマリア・エスクリバー（1902年 - 1975年）：オプス・デイ創立者、聖人。
- アルバロ・デル・ポルティーリョ司教（1914年 - 1994年）：聖ホセマリアの初後継者、初代属人区長、福者。
- ハビエル・エチェバリーア司教（1932年 - 2016年）：聖ホセマリアの２番目の後継者、２代目の属人区長。
- ドラ・デル・オヨ（1914年 - 2004年）：家政婦、オプス・デイの最初のアシスタント・ヌメラリ。
- カルメン・エスクリバー（1899年 - 1957年）：聖ホセマリアの姉。

## 見学時間・ミサとゆるしの秘跡の時間
- 見学時間：8:30〜19:30（無料ガイド見学可）
- ミサ：毎日 8:30 / 12:00
  - 聖週間を除く。
  - 普段のミサはラテン語とイタリア語で捧げられる。
- ゆるしの秘跡（告解）：随時受けることができる
  - 可能言語：英語、イタリア語、スペイン語、フランス語、ドイツ語、ポルトガル語

## 所在地

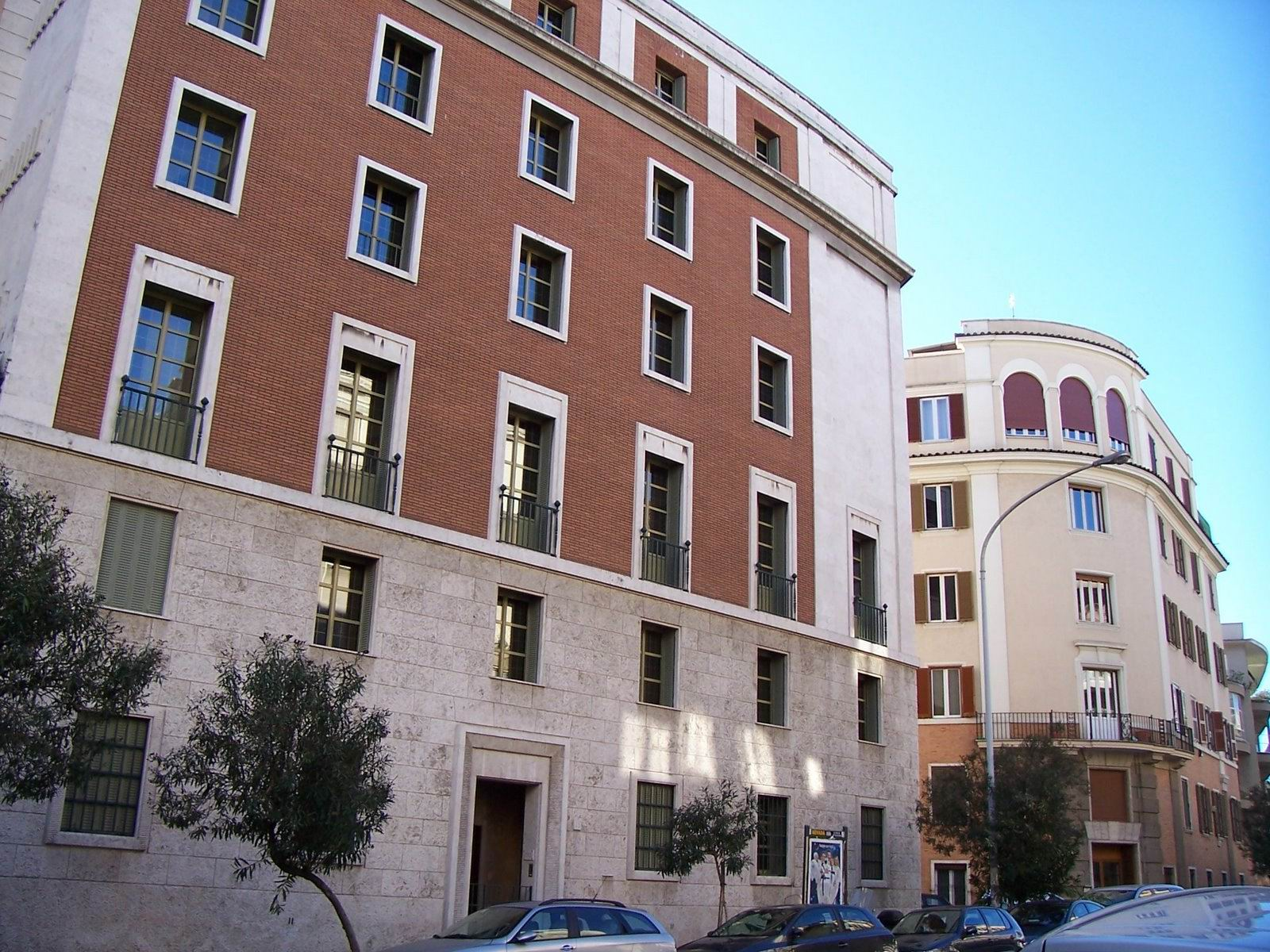
属人区長教会の正面入り口（Viale Bruno Buozzi, 75）

- 属人区長教会の正面入り口（Viale Bruno Buozzi, 75）住所：Viale Bruno Buozzi, 75（00197, Roma - Italia）
- 電話番号：(+39) 06-808961

## 交通アクセス
- バス
  - 52系統（Piazza San Silvestro乗車）：Viale Bruno Buozzi下車、徒歩3分
  - 926系統（Piazza Cavour乗車）：Piazza Don Minzoni下車、徒歩5分
  - 910系統（Stazione Termini乗車）：Via Francesco Siacci下車、徒歩8分
- 地下鉄（イタリア語：metro）
  - A線：Flaminio駅下車、徒歩30分
  - B線：Policlinico駅下車、以下の路面電車に乗り換え
- 路面電車（イタリア語：tram）
  - 3系統：Via Aldrovandi下車、徒歩8分
  - 19系統：Via Aldrovandi下車、徒歩8分